# Верхні Кунаші
Верхні Кунаші́ (рос. Верхние Кунаши, чув. Пĕчĕк Кăнаш) — присілок у складі Цівільського району Чувашії, Росія. Входить до складу Михайловського сільського поселення.
Населення — 55 осіб (2010; 94 у 2002).
Національний склад:
- чуваші — 98 %